# 可逆性後頭葉白質脳症

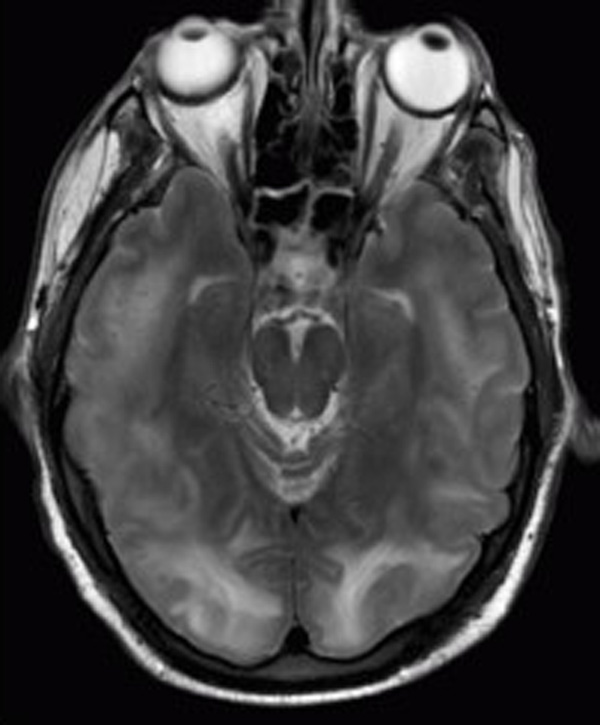
MRIによる可逆性後頭葉白質脳症患者の頭部写真。白色部が症状を呈している部位

可逆性後頭葉白質脳症（Posterior reversible encephalopathy syndrome；PRES、プレス）は、頭痛を伴う症候群の一つ。可逆性後白質脳症症候群（Reversible posterior leukoencephalopathy syndrome；RPLS）もほぼ同義で用いられる。急激な血圧上昇による血管透過性亢進や血管内皮細胞障害によっておこると考えられている。血管原性浮腫であるためADCは上昇する。高血圧、各種免疫病、薬剤性が知られており、血圧、痙攣コントロール、原因薬剤の中止が治療とされている。

## 類縁疾患
可逆性脳血管攣縮症候群（RCVS）
類縁疾患としては可逆性脳血管攣縮症候群（reversible cerebral vasoconstriction syndrome、RCVS）が知られている。RCVSは激しい頭痛を主徴とし、脳血管に可逆性の分節状攣縮を認める疾患である。20歳～50歳までの若年者に多く、女性は男性の3倍の発生頻度である。産褥期に多く、頭痛を主訴とし、種種の薬剤によって誘発できることからCall-Fleming症候群、postpartum cerebral angiopathy、薬剤性血管攣縮などとも言われている。一過性、持続性の神経症状も認められ、視野異常、構音障害、麻痺、失語、しびれなどを認めることがある。血管攣縮やRPLS（reversible posterior leukoencephalopathy syndrome）に類する血管原性浮腫によると考えられている。攣縮の程度によって脳梗塞、再灌流障害による出血性梗塞が起こることもある。20～25%の症例でSAHを伴うこということが報告されている。薬剤性の場合は薬剤の投与中止で改善しうる。